# Chico Buarque de Hollanda (альбом)
Chico Buarque de Hollanda — дебютный студийный альбом бразильского автора-исполнителя Шику Буарки, выпущенный в 1966 ггоду на лейбле RGE.

## Отзывы критиков
| Оценки критиков                   | Оценки критиков |
| Источник                          | Оценка          |
| --------------------------------- | --------------- |
| AllMusic                          | [ 1 ]           |
| The Encyclopedia of Popular Music | [ 2 ]           |

Алвару Недер из AllMusic в ретроспективном обзоре написал: «Обнаружив взаимодополняющую силу союза текстов и музыки, Буарки, который является хорошим автором текстов и композитором, начал новый этап, который можно оценить по первому альбому, записанного после его успеха во на фестивале бразильской популярной музыки в 1966 году с „A Banda“. В музыкальном плане преобладают превосходные исполнения самбы с сильными интонациями боссы и твердая хватка духовой секции в акустическом оформлении. Включенные песни представляют некоторые из хитов Чико за всю историю, такие как „A Banda“, „A Rita“, „Madalena Foi Pro Mar“, „Pedro Pedreiro“, „Olê Olá“ и некоторые другие».

## Список композиций
Слова и музыка всех песен Шику Буарки.
1. «A Banda» — 2:10
2. «Tem Mais Samba» — 1:44
3. «A Rita» — 1:59
4. «Ela e Sua Janela» — 2:08
5. «Madalena Foi Pro Mar» — 1:39
6. «Pedro Pedreiro» — 2:34
7. «Amanhã Ninguém Sabe» — 1:58
8. «Você Não Ouviu» — 2:38
9. «Juca» — 1:49
10. «Olê Olá» — 3:00
11. «Meu Refrão» — 2:37
12. «Sonho de um Carnaval» — 2:10

## Участники записи
- Аранжировка, дирижёр — Франсиско ди Морайс (треки 1, 6)
- Вокал, гитара — Шику Буарки
- Звукорежиссёр — Стелиу Карлини
- Продюсер — Маноэл Баренбейн
- Сопровождение — Квинтет Луиса Лоя (4, 7, 10, 11)
- Художественный руководитель — Жулио Нагиб

## В популярной культуре
Обложка альбома стала вирусным интернет-мемом с изображением «счастливого» Шику и «грустного» Шику. Буарки объяснил в интервью в октябре 2019 года, что он хотел фотографию, которая отражала бы образ серьезного композитора, в то время как звукозаписывающая компания хотела сфотографировать его улыбающимся, и что результат таков, каков он есть. Смеясь, Буарке отметил, что всякий раз, когда он видит обложку — как мем или нет — он думает про себя: «Как это абсурдно».